# Priaranza del Bierzo
Priaranza del Bierzo – gmina w Hiszpanii, w prowincji León, w Kastylii i León, o powierzchni 33,69 km². W 2011 roku gmina liczyła 828 mieszkańców.